# جوزيف بين
جوزيف بين (بالإنجليزية: Joseph Bean)‏ (16 فبراير 1876 - 12 يناير 1922) هو لاعب كريكت بريطاني (وحمل سابقاً جنسية المملكة المتحدة لبريطانيا العظمى وأيرلندا).